# Sant’Andréa-di-Cotone
Sant’Andréa-di-Cotone (kors. Sant' Andria di u Cutone) – miejscowość i gmina we Francji, w regionie Korsyka, w departamencie Górna Korsyka.
Według danych na rok 1990 gminę zamieszkiwały 182 osoby, a gęstość zaludnienia wynosiła 20 osób/km².